# (6306) Nishimura
(6306) Nishimura es un asteroide del cinturón principal perteneciente al cinturón de asteroides, región del sistema solar que se encuentra entre las órbitas de Marte y Júpiter. 
Fue descubierto el 30 de octubre de 1989 desde el Observatorio Astronómico Dynic en Kioto (Japón), por Atsushi Sugie.

## Designación y nombre
Designado provisionalmente como 1989 UL3 fue nombrado en honor de Yuji Nishimura  (n. 1946)  director de uno de las principales empresas fabricantes de telescopios ópticos de Japón.

## Características orbitales
Nishimura   está situado a una distancia media del Sol de 2,672 ua, pudiendo alejarse hasta 3,301 ua y acercarse hasta 2,043 ua. Su excentricidad es 0,236 y la inclinación orbital 14,601 grados. Emplea 1595,18 días en completar una órbita alrededor del Sol.
Los próximos acercamientos a la órbita de Júpiter sucederán el 4 de diciembre de 2031, el 29 de diciembre de 2114 y el 22 de enero de 2198.

## Características físicas
La magnitud absoluta de Nishimura es 12,92. Tiene 15,573 km de diámetro y su albedo se estima en 0,016.